# Enrico Cassani
Enrico Cassani (Melzo, 15 februari 1972) is een voormalig Italiaans wielrenner.

## Carrière
Cassani was beroepsrenner van 1997 tot en met 2003. Hij werd in 2003 betrapt op het gebruik van epo in de Tirreno Adriatico van dat jaar en kreeg een schorsing van 1 jaar. Vele ploegen hadden in 2004 na zijn schorsing interesse in hem, maar hij besloot na alles wat er gebeurd was, te stoppen met wielrennen.

## Overwinningen
2000
- 12e etappe Giro d'Italia

## Resultaten in voornaamste wedstrijden
| Jaar | Ronde van Italië | Ronde van Frankrijk | Ronde van Spanje |
| ---- | ---------------- | ------------------- | ---------------- |
| 1997 | 106e             |                     |                  |
| 1998 | buiten tijd      |                     |                  |
| 1999 | 69e              |                     | opgave           |
| 2000 | 76e (1)          | opgave              |                  |
| 2001 |                  | 143e                |                  |
| 2002 |                  | 124e                |                  |
| 2003 |                  |                     |                  |

| Jaar | Milaan-San Remo | Gent-Wevelgem | Ronde van Vlaanderen | Parijs-Roubaix | Amstel Gold Race | Kuurne-Brussel-Kuurne | Brabantse Pijl | E3 Harelbeke |  | Wereldranglijsten |
| ---- | --------------- | ------------- | -------------------- | -------------- | ---------------- | --------------------- | -------------- | ------------ |  | ----------------- |
| 1997 | 145e            | 30e           |                      |                |                  | 15e                   |                |              |  |                   |
| 1998 | 99e             | 12e           | 29e                  |                | 38e              | 6e                    |                |              |  |                   |
| 1999 |                 | 32e           | 30e                  | 28e            | 41e              |                       |                | 27e          |  |                   |
| 2000 | 13e             |               | 36e                  |                |                  | 25e                   |                |              |  |                   |
| 2001 | 105e            | 42e           |                      | 20e            |                  |                       |                |              |  | 39e (UWB)         |
| 2002 | 24e             | 40e           | 7e                   | 10e            | 60e              | Brons                 | 12e            |              |  | 24e (UWB)         |
| 2003 |                 |               | 23e                  |                |                  |                       | 6e             | 6e           |  |                   |